# Inge I de Noruega
Inge Haraldsson (en nòrdic: Ingi) (1135 - 3 de febrer de 1161) va regnar com a Inge I de Noruega entre 1136 i 1161. El seu regnat va estar immers en el període de les guerres civils noruegues, mai no fou monarca en solitari. Per la seva deformitat, també fou conegut com a Inge el Geperut (Inge Krokrygg)

## Biografia

### Minoria
Inge va néixer el 1135, essent l'únic fill legítim del rei noruec Harald Gille amb la seva esposa Ingiríðr Ragnvaldsdóttir. Tanmateix, segons els usos d'aleshores a Noruega, no atorgava precedència respecte a la resta de fills en la línia successòria.
Quan Harald va morir assassinat, l'any 1136, l'infant Inge va ser coronat rei juntament amb els seus germans bastards Magne i Sigurd. Els tutors dels tres germans van unir forces per combatre Sigurd Slembe, l'assassió del seu pare, i el seu aliat el rei destronat Magne el Cec. El 1139 van ser derrotats i morts.
D'acord amb les sagues Morkinskinna i Heimskringla la deformitat d'Inge tingué el seu origen en el fet que un dels seus tutors el dugué penjat a l'esquena durant una batalla el 1137. Des d'aleshores va caminar la resta de la seva vida geperut i amb un peu més llarg que l'altre. Però el cronista danès Saxo Grammaticus ofereix una versió alternativa afirmant que la gepa fou causada per una donzella a la que li caigué a terra durant la infància.
Durant la minoria d'edat d'Inge, Sigurd i Magne, el país estigué en pau governat pels seus tutors, entre els que ocupava un lloc destacat la mare d'Inge: la reina Ingiriðr. Eventualment Magne emmalaltí i morí, però un quart germà que Harald havia concebut durant la seva estada a Escòcia va arribar a Noruega. El jove es deia Eystein i un cop se li reconegué la paternitat i els drets dinàstics, va ser nomenat co-rei juntament amb Inge i Sigurd.
Les relacions entre els germans es van mantenir pacífiques durant la vida dels seus tutors. Tots tres mantenien la mateixa dignitat reial i eren reis sobre la totalitat del territori.

### Guerra civil
Al morir els tutors dels germans, les relacions entre aquests es van anar tornant cada cop més teneses. El 1155, durant una trobada a Bergen entre els tres germans, esclatà una lluita entre els homes d'Inge i Sigurd que desembocà en la mort de Sigurd. Eystein, que feia tard a la reunió i va arribar a la ciutat quan Sigurd ja era mort, va pactar una treva amb Inge però l'enfrontament entre els dos reis restants semblava ja inevitable.
Els motius per l'enfrontament entre Inge i Sigurd no són clars. Segons les sagues s'originà amb la descoberta per part d'Inge que Sigurd i Eystein havien estat conspirant per destronar-lo i repartir-se el regne entre ells dos. Alguns historiadors moderns qüestionen aquesta versió i la consideren l'excusa d'Inge per justificar les seves accions agressives.
Finalment, el 1157, les dues faccions es van enfrontar en batalla. Les forces d'Inge, més nombroses, van aconseguir reduir l'exèrcit d'Eystein, que es va dispersar. Abandonat pels seus homes va haver de fugir i refugiar-se a Viken, on va ser capturat i assassinat. No és clar si el seu mig-germà Inge havia ordenat la seva mort.
Sigurd esdevingué així l'únic fill de Harald supervivent. Els partidaris de Sigurd i Eystein, però, van proclamar rei al fill de Sigurd Haakon "el d'espatlles amples" i van continuar disputant-li el tron.
El 7 de gener de 1161 un dels principals consellers d'Inge, Gregori Daggson, va morir en una emboscada a mans dels homes de Haakon. El 3 de febrer del mateix any Inge va liderar els seus exèrcits en una batalla contra Haakon, a prop d'Oslo, en la que va morir.

## Família

### Avantpassats
|  |                             |  |  |  |  |  |  |  |  |  |  |  |  |  |  |  |
|  | 16. Harald III de Noruega   |  |  |  |  |  |  |  |  |  |  |  |  |  |  |  |
|  |                             |  |  |  |  |  |  |  |  |  |  |  |  |  |  |  |
|  |                             |  |  |  |  |  |  |  |  |  |  |  |  |  |  |  |
|  | 8. Olaf III de Noruega      |  |  |  |  |  |  |  |  |  |  |  |  |  |  |  |
|  |                             |  |  |  |  |  |  |  |  |  |  |  |  |  |  |  |
|  |                             |  |  |  |  |  |  |  |  |  |  |  |  |  |  |  |
|  | 17. Tora Torbergsdatter     |  |  |  |  |  |  |  |  |  |  |  |  |  |  |  |
|  |                             |  |  |  |  |  |  |  |  |  |  |  |  |  |  |  |
|  |                             |  |  |  |  |  |  |  |  |  |  |  |  |  |  |  |
|  | 4. Magne III de Noruega     |  |  |  |  |  |  |  |  |  |  |  |  |  |  |  |
|  |                             |  |  |  |  |  |  |  |  |  |  |  |  |  |  |  |
|  |                             |  |  |  |  |  |  |  |  |  |  |  |  |  |  |  |
|  | 9. Tora                     |  |  |  |  |  |  |  |  |  |  |  |  |  |  |  |
|  |                             |  |  |  |  |  |  |  |  |  |  |  |  |  |  |  |
|  |                             |  |  |  |  |  |  |  |  |  |  |  |  |  |  |  |
|  | 2. Harald IV de Noruega     |  |  |  |  |  |  |  |  |  |  |  |  |  |  |  |
|  |                             |  |  |  |  |  |  |  |  |  |  |  |  |  |  |  |
|  |                             |  |  |  |  |  |  |  |  |  |  |  |  |  |  |  |
|  | 1. Inge I de Noruega        |  |  |  |  |  |  |  |  |  |  |  |  |  |  |  |
|  |                             |  |  |  |  |  |  |  |  |  |  |  |  |  |  |  |
|  |                             |  |  |  |  |  |  |  |  |  |  |  |  |  |  |  |
|  | 24. Stenkil                 |  |  |  |  |  |  |  |  |  |  |  |  |  |  |  |
|  |                             |  |  |  |  |  |  |  |  |  |  |  |  |  |  |  |
|  |                             |  |  |  |  |  |  |  |  |  |  |  |  |  |  |  |
|  | 12. Inge I de Suècia        |  |  |  |  |  |  |  |  |  |  |  |  |  |  |  |
|  |                             |  |  |  |  |  |  |  |  |  |  |  |  |  |  |  |
|  |                             |  |  |  |  |  |  |  |  |  |  |  |  |  |  |  |
|  | 25. Ingamoder Emundsdotter  |  |  |  |  |  |  |  |  |  |  |  |  |  |  |  |
|  |                             |  |  |  |  |  |  |  |  |  |  |  |  |  |  |  |
|  |                             |  |  |  |  |  |  |  |  |  |  |  |  |  |  |  |
|  | 6. Ragnvald Ingesson        |  |  |  |  |  |  |  |  |  |  |  |  |  |  |  |
|  |                             |  |  |  |  |  |  |  |  |  |  |  |  |  |  |  |
|  |                             |  |  |  |  |  |  |  |  |  |  |  |  |  |  |  |
|  | 3. Ingiríðr Ragnvaldsdóttir |  |  |  |  |  |  |  |  |  |  |  |  |  |  |  |
|  |                             |  |  |  |  |  |  |  |  |  |  |  |  |  |  |  |
|  |                             |  |  |  |  |  |  |  |  |  |  |  |  |  |  |  |